# Тениско првенство Дубаија 2012.
Тениско првенство Дубаија 2012. ће бити АТП 500 турнир за мушкарце, а Премијер 700 турнир за жене. И мушки и женски турнир се одржавау на стадиону Aviation Club Tennis Centre у Дубаију, у Уједињеним Арапским Емиратима. Женски турнир ће се одржати од 20. до 25. фебруара, а мушки турнир од 27. фебруара до 3. марта.

## Тенисери

### Носиоци
| Држава               | Тенисер               | Ранг* | Носилац |
| -------------------- | --------------------- | ----- | ------- |
| Србија               | Новак Ђоковић         | 1     | 1       |
| Швајцарска           | Роџер Федерер         | 3     | 2       |
| Уједињено Краљевство | Енди Мари             | 4     | 3       |
| Француска            | Жо-Вилфрид Цонга      | 6     | 4       |
| Чешка                | Томаш Бердих          | 7     | 5       |
| САД                  | Марди Фиш             | 8     | 6       |
| Србија               | Јанко Типсаревић      | 9     | 7       |
| Аргентина            | Хуан Мартин дел Потро | 10    | 8       |

* Пласман на АТП листи 20. фебруара 2012.

### Остали учесници
Тенисери који су добили специјалну позивницу организатора за учешће на турниру:
Тенисери који су до главног жреба доспјели играјући квалификације:

## Тенисерке

### Носиоци
| Држава      | Тенисерка          | Ранг* | Носилац |
| ----------- | ------------------ | ----- | ------- |
| Бјелорусија | Викторија Азаренка | 1     | 1       |
| Чешка       | Петра Квитова      | 3     | 2       |
| Данска      | Каролина Возњацки  | 4     | 3       |
| Аустралија  | Саманта Стоузер    | 5     | 4       |
| Пољска      | Агњешка Радвањска  | 6     | 5       |
| Француска   | Марион Бартоли     | 7     | 6       |
| Италија     | Франческа Скјавоне | 11    | 7       |
| Србија      | Јелена Јанковић    | 13    | 8       |

* Пламан на ВТА листи 13. фебруара 2012.

### Остале учеснице
Тенисерке које су добиле специјалну позивницу организатора за учешће на турниру:
- Шахар Пер
- Фатма ал Набхани

Тенисерке које су избориле учешће у главни жреб кроз квалификације (Q):
- Ивета Бенешова
- Симона Халеп
- Петра Мартић
- Александра Вознијак

Тенисерке које су до главног жреба дошле као „срећне губитнице“ (LL):
- Полона Херцог
- Кејси Делаква

### Одустајања
Тенисерке које су одустале од такмичења у главном жребу:
- Викторија Азаренка (повреда лијевог чланка)
- Петра Квитова (болест)
- Ли На (повреда доњег дијела леђа)
- Вера Звонарјова